# Khoai deo Quảng Bình

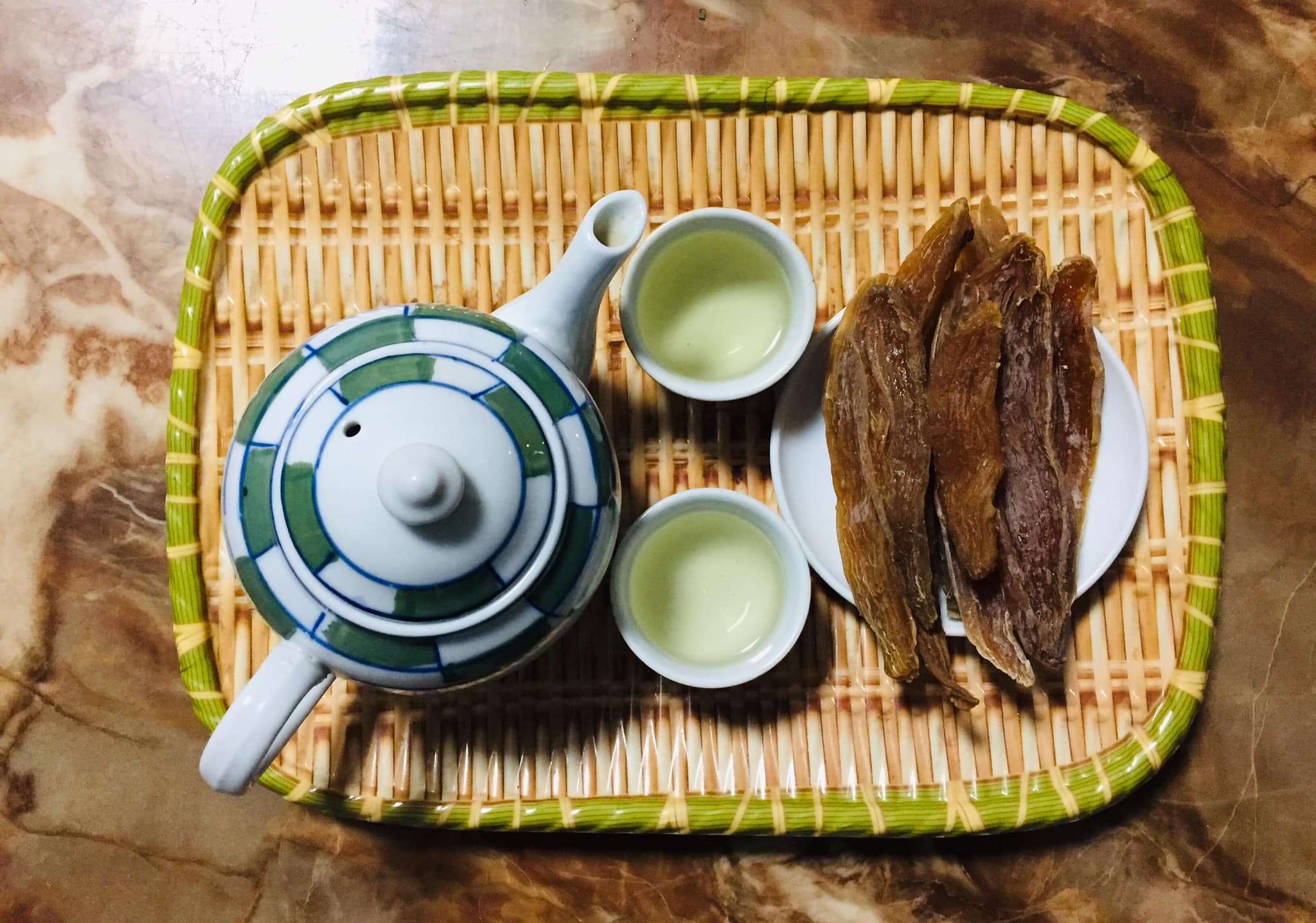

Khoai Deo Quảng Bình là một món ăn vặt từ củ khoai lang, chủ yếu được làm ở xã Hải Ninh, huyện Quảng Ninh, tỉnh Quảng Bình.. Người ta lấy khoai lang sau khi thu hoạch để chất đống cho đến khi ráo nước nhưng chưa mọc mầm. Sau đó, đem khoai luộc chín, bóc vỏ, thái lát mỏng, và cuối cùng đem phơi dưới trời nắng to từ 7 đến 9 ngày. Lát khoai có màu cánh gián, khi ăn có độ dẻo, ngọt và thơm mùi khoai.

## Hình ảnh

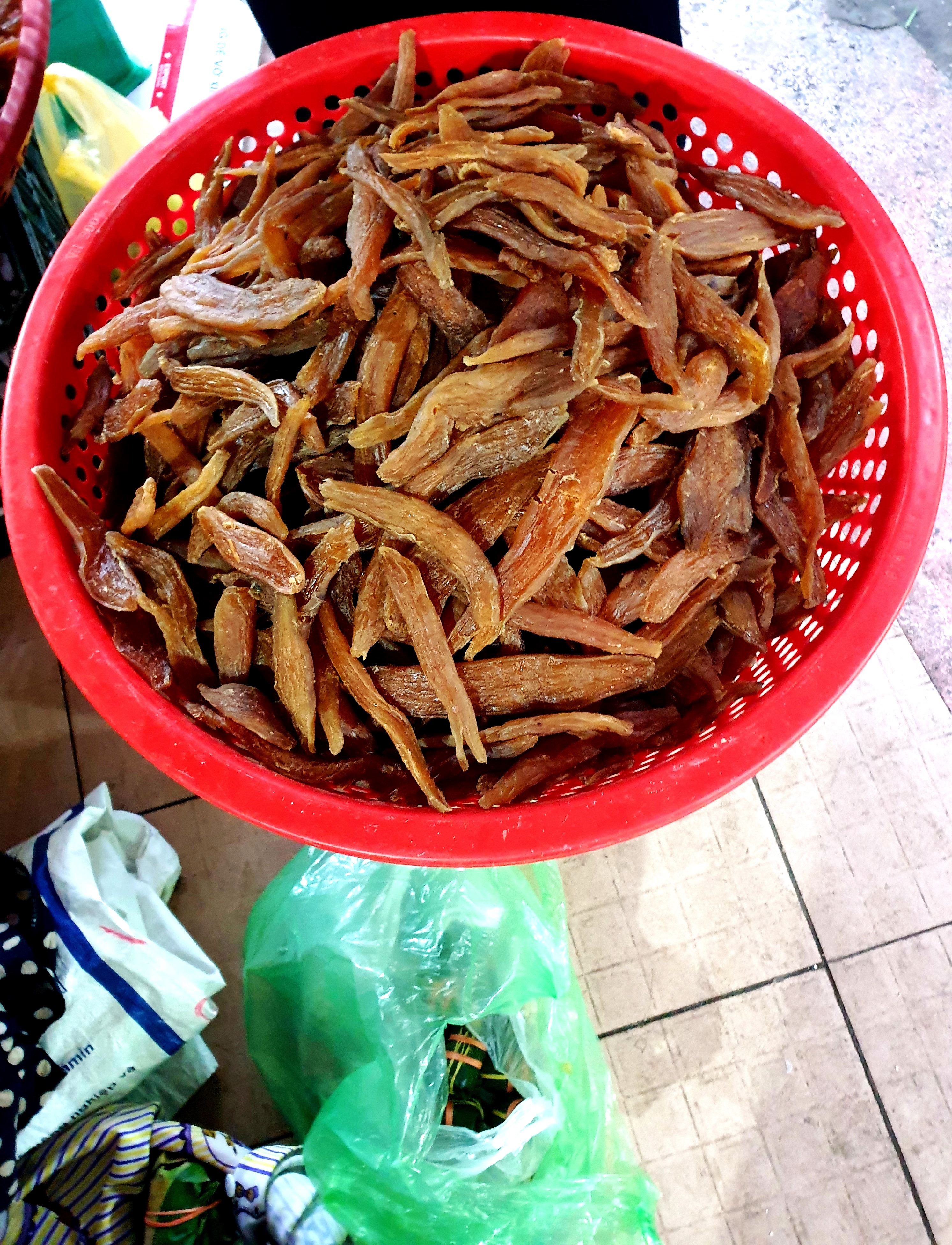
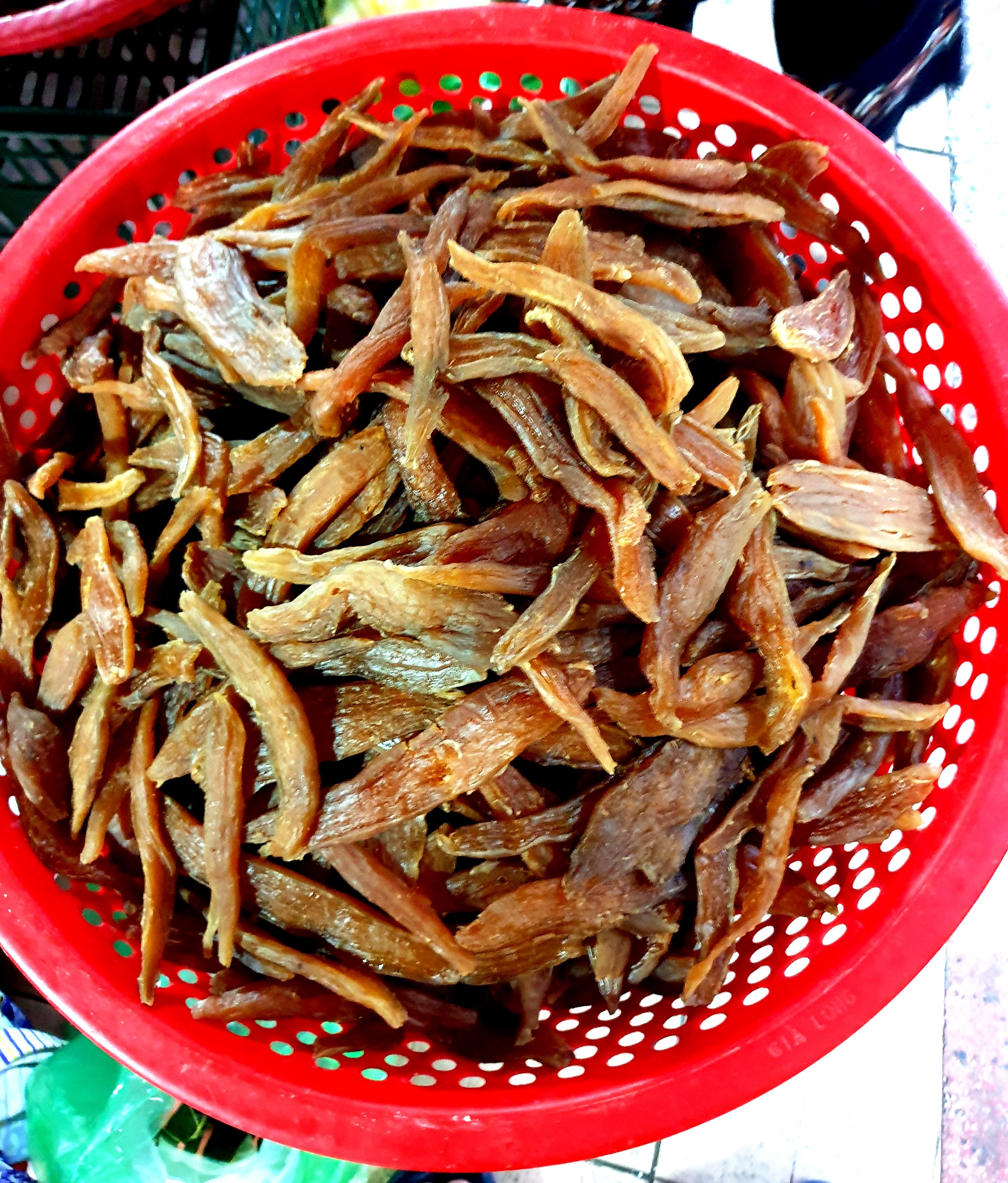
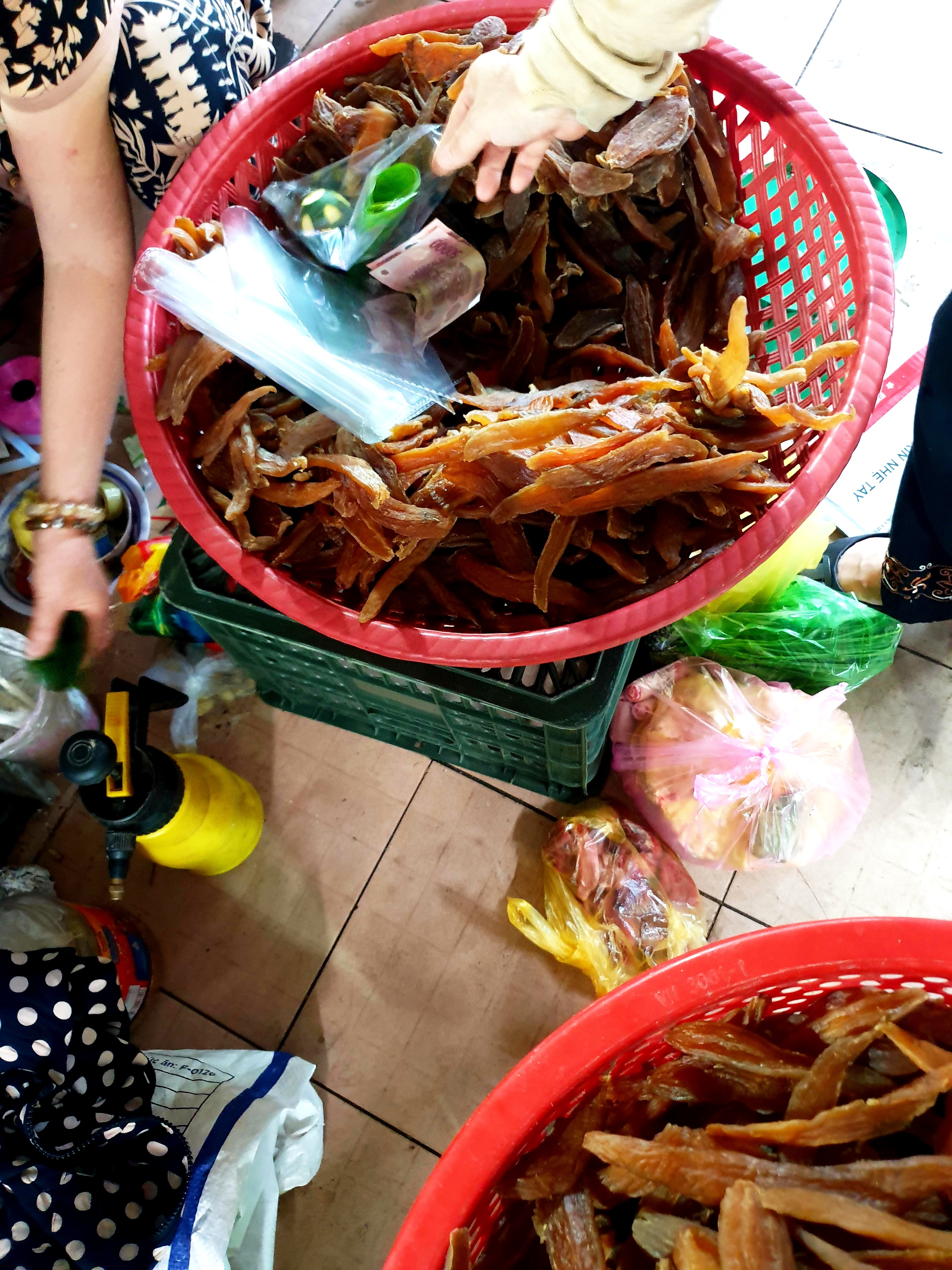